# Dendrobium millarae
Dendrobium millarae är en orkidéart som beskrevs av Alex Drum Hawkes. Dendrobium millarae ingår i släktet Dendrobium, och familjen orkidéer. Inga underarter finns listade i Catalogue of Life.